# Иванова, Светлана Вениаминовна
Светла́на Вениами́новна Иванова (род. 27 октября 1954) — российский учёный-педагог, директор Института теории и истории педагогики РАО (2011—2020), действительный член РАО (2023), заслуженный деятель науки Российской Федерации (2023).

## Биография
Родилась 27 октября 1954 года.
Окончила филологический факультет Новосибирского государственного педагогического института, работала в системе образования города Новосибирска, затем в Московской области.
В рамках подготовки кандидатской диссертации («Педагогические условия гуманизации процесса обучения учащихся: на материале преподавания литературы», 1998) под руководством А. Г. Асмолова и В. А. Сластенина осуществила эксперимент по созданию педагогических условий гуманизации образовательного процесса.
Работая в должности заместителя руководителя Департамента общего образования в Министерстве образования Российской Федерации, курировала ряд вопросов по проведению широкомасштабного эксперимента по обновлению структуры и содержания общего образования. Государственный советник Российской Федерации I класса.
В 2007 году защитила докторскую диссертацию, тема: «Тектолого-гуманистические основания образовательного процесса: философско-методологический анализ»
С 2011 года — директор Института теории и истории педагогики РАО, в результате реорганизации в 2014 году переименованный в Институт стратегии развития образования РАО, с 2020 года — научный руководитель института.
С 24 марта 2022 года — главный ученый секретарь президиума РАО.
9 февраля 2023 года избрана действительным членом РАО от Отделения философии образования и теоретической педагогики.

## Научная деятельность
Область научных интересов — проблема гуманизации образовательного процесса.
По её инициативе и под её научным руководством к 70-летию РАО выпущена 33-томная антология научных исследований (серия «Фундаментальные труды Института теории и истории педагогики РАО»).
Автор более 170 научных статей, монографий и учебных пособий.
Председатель Научно-методического совета по литературе Федерального института педагогических измерений, где в настоящее время разрабатываются новые подходы к проведению ЕГЭ по литературе.
Руководит темами по Плану фундаментальных исследований Российской академии образования, научными проектами Российского гуманитарного научного фонда и др.
Главный редактор научных журналов «Ценности и смыслы», «Отечественная и зарубежная педагогика».
Действительный член Российской академии естественных наук, действительный член Академии педагогических наук Казахстана.

## Творческая деятельность
Член Союза писателей России.
Автор сборников стихов «А я распахиваю двери» (2009), «Верю и верую» (2014), музыкального диска «Песни на стихи Светланы Ивановой» (2014), «Сказки для внука» (2014), «Измышлизмы» (2014), «Путевые заметки. Моя Бурятия. Моя Монголия» (2014), «Слово главного редактора. Ценности и смыслы. 2009—2014».

## Награды
- «Заслуженный деятель науки Российской Федерации» (28 февраля 2023) - за заслуги в научной деятельности и многолетнюю добросовестную работу[5]
- Медаль Пушкина (2000)[6]
- Знак «Почётный работник общего образования Российской Федерации»
- Золотая Медаль «За достижения в науке» РАО
- Медаль Российской академии образования имени М. Н. Скаткина